# Szerelemtől sújtva
A Szerelemtől sújtva 2003-ban készült színes, magyar, 35 mm-es nagyjátékfilm.
A cselekmény mindvégig az egyedül élő nő lakásában játszódik, és a történet során csak Éva jelenik meg élő alakjában. A többi szereplő, a film utolsó percei kivételével csak a hangjukkal szerepelnek. Egyetlen színésznő előadásában pereg a film 90 percen keresztül.

## Történet
|  | Alább a cselekmény részletei következnek! |

A huszonnégy éves Éva évek óta egyedül él egy kis lakásában. Tiborral, egy negyvenhárom éves házasemberrel folytat titkos szerelmi viszonyt. A film kettejük között történt egy hét eseményeit követi nyomon. 
A még kislány Éva egy autóbaleset során elveszíti szüleit. Egy baráti család, Tibor és Klára fogadja örökbe a gyereket. Később,   a 13 éves Évát Tibor elcsábítja. Éva beleszeret nevelőapjába. Klára, a nevelőanya, miután felfedezi kettejük viszonyát, a lányt nevelőintézetbe adja. De Tibor nem hajlandó feladni Évával titokban folytatott kapcsolatát. Ígéretekkel, és személyiségének erejével egyre inkább magához láncolja a felnövekvő lányt. Az intézetből elkerülve Éva a városba költözik, ahol Tibor támogatásával és rajzolói állásából önmagát fenntartva éveken keresztül hétről hétről mindig azokra a napora vár, amelyeket együtt tölthet a férfival, aki időközben teljesen berendezkedett titkos kettős életükre. Tizenegy év telik el így. Éva életében Tiboron kívül nincs helye más férfinak. Egyetlen barátnője, az intézetben hajdan megismert Zsuzsa jelenti számára a kapcsolatot a normalitással. De Zsuzsa hiába próbálja a szerelmes nőt jobb belátásra téríteni. Csupán egyszer villan fel a lehetőség, hogy egy másik, vele egyidős férfival teremtsen kapcsolatot, de ez a váratlan fellobbanó érzés is hamarosan hamvába hal, mihelyt a veszélyre ráébredő Tibor rövid úton visszahódítja a fiatal nőt. A férfi bejelenti: most, hogy felnőttek a fiai, végre beválthatja ígéretét, elhagyja Klárát, hogy új életet kezdjen Évával. Hiába szaporodnak a jelek, hogy Tibor ismét csak áltatja, a szerelemtől elvakult Éva még abban is a férfi szerelmének jelét látja, amikor kiderül, hogy hosszú ideje minden lépését figyelteti a házbéli szomszédjával. Hogy siettesse az eseményeket, Éva elhatározza, ő maga közli évek óta nem látott nevelőanyjával, hogy Tibor válni készül, mondjon le róla. Klárával való találkozása egy csapásra minden reményét romba dönti: a még mindig fiatalos Klára előrehaladott terhes. Éva szembesülni kényszerül a ténnyel, hogy Tibor folyamatosan becsapja őt. Ami azonban még súlyosabb, rá kell döbbennie, hogy saját szerelme sem volt más, mint kétségbeesett kísérlet arra, hogy maga előtt leleplezze, nem szerették, kihasználták. Úgy dönt, végez magával. De öngyilkosságával egyúttal végzetes és hidegvérrel kitervelt csapdát is állít a férfinak, úgy rendezi, hogy a gyanú egyértelműen a férfira terelődjön.

### Szereplők
- Kovács Patrícia (Éva)
- Máté Gábor (Tibor)
- Hacser Józsa (Lenke néni)
- Csuja Imre (Lenke fia)
- Tallós Rita (Klára)
- Járó Zsuzsa (Zsuzsa)

## Díjak
- 2003 Kairói Nemzetközi Filmfesztivál, legjobb rendezés díja a kiemelkedő művészeti teljesítményért